# Буссе (Приморский край)
Бу́ссе — село в Приморском крае России. Входит в состав Лесозаводского городского округа.

## География
Село находится к северу от Лесозаводска, на российско-китайской границе, на правом берегу пограничной реки Уссури.

## История

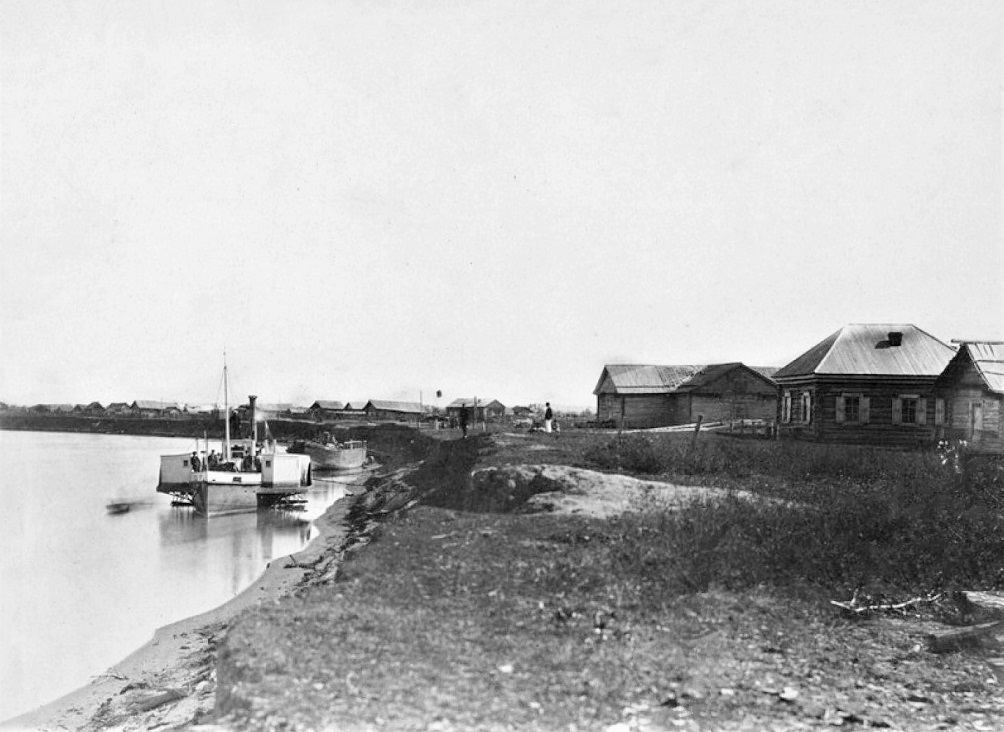
Буссе. Начало 1870-х годов. Фотография В. В. Ланина

Казачий посёлок Буссе основан в 1859 году, сразу после присоединения новых территорий по Айгунскому договору 1858 года. Назван в честь генерал-майора Николая Васильевича Буссе, первого военного губернатора Амурской области (1858—1866), наказного атамана Амурского казачьего войска, также образованного в 1858 году.
Казаки расселялись вверх по реке Уссури, создавая цепь посёлков. Трудности и лишения в ходе переселения были огромны. Передвигались на плотах и лодках со всем домашним имуществом, скот гнали берегом по тайге, скалам и болотам. Многие, не успев достигнуть указанного начальством места, зимовали без жилья и почти без продовольствия.

Уссурийский казак, не щадя здоровья и жизни, — так как многие из них сошли преждевременно в могилу — с честью и славою вынес на своих плечах колонизацию пустынной реки Уссури и тем оправдал надежды, возложенные на него графом Муравьёвым-Амурским.— П. Ф. Унтербергер, Приамурский генерал-губернатор
Созданные на Уссури поселения выполняли роль пограничных постов и почтовых станций. Последним в этой цепи был посёлок Буссе. Кроме морского, другого пути в Уссурийский край не было, поэтому в Буссе побывали многие военные, чиновники, путешественники и исследователи.
Летом 1860 года здесь останавливался и собирал коллекции ботаник-систематик К. И. Максимович.
Первое путешествие Н. М. Пржевальского было по Уссурийскому краю, и летом 1867 года он прибыл в Буссе: «Моё плаванье по Уссури от её устья до последней станицы Буссе (477 вёрст) продолжалось 23 дня…». Здесь же 7 (19) января 1868 года Пржевальский завершил первый, 6-месячный период своего путешествия.
В 1889 году было создано Уссурийское казачье войско, к которому был отнесён и посёлок Буссе.
В 1914 году посёлок Буссе входил в Донской станичный округ Уссурийского казачьего войска.

## Население
В 2007 году в селе Буссе было 20 дворов и проживало 69 человек. Кроме того, 8 человек проживало на погранзаставе.
| 1868 | 1869 | 1884 | 2002 | 2007 | 2010 |
| ---- | ---- | ---- | ---- | ---- | ---- |
| 158  | ↘149 | ↘73  | ↗99  | ↘69  | ↘46  |

## Инфраструктура
Фактически частью села является погранзастава «Буссе». Есть магазин.

## Транспорт
Въезд в село — строго по пропускам.
Дорога к селу идёт на запад от автотрассы «Уссури» через село Пантелеймоновку и железнодорожную станцию Прохаско (ДВЖД).
Расстояние до станции Прохаско около 5 км, до Пантелеймоновки около 8 км, до Лесозаводска около 40 км (через село Ружино).